# Friendship Village
Friendship Village és una concentració de població designada pel cens dels Estats Units a l'estat de Maryland. Segons el cens del 2000 tenia 4.512 habitants.

## Demografia
Segons el cens del 2000, Friendship Village tenia 4.512 habitants, 2.995 habitatges, i 1.003 famílies. La densitat de població era de 31.657,16 habitants/km².
Dels 2.995 habitatges en un 6,1% hi vivien nens de menys de 18 anys, en un 28,5% hi vivien parelles casades, en un 3,9% dones solteres, i en un 66,5% no eren unitats familiars. En el 61,3% dels habitatges hi vivien persones soles el 25,3% de les quals corresponia a persones de 65 anys o més que vivien soles. El nombre mitjà de persones vivint en cada habitatge era d'1,51 i el nombre mitjà de persones que vivien en cada família era de 2,31.
Per edats la població es repartia de la següent manera: un 5,9% tenia menys de 18 anys, un 4,8% entre 18 i 24, un 30,7% entre 25 i 44, un 26,1% de 45 a 60 i un 32,4% 65 anys o més.
L'edat mediana era de 51 anys. Per cada 100 dones de 18 o més anys hi havia 65,2 homes.
La renda mediana per habitatge era de 61.532 $ i la renda mediana per família de 80.497 $. Els homes tenien una renda mediana de 70.500 $ mentre que les dones 57.500 $. La renda per capita de la població era de 53.689 $. Entorn del 4,6% de les famílies i el 5,2% de la població estaven per davall del llindar de pobresa.

## Poblacions més properes
El següent diagrama mostra les poblacions més properes.